# Tipsy

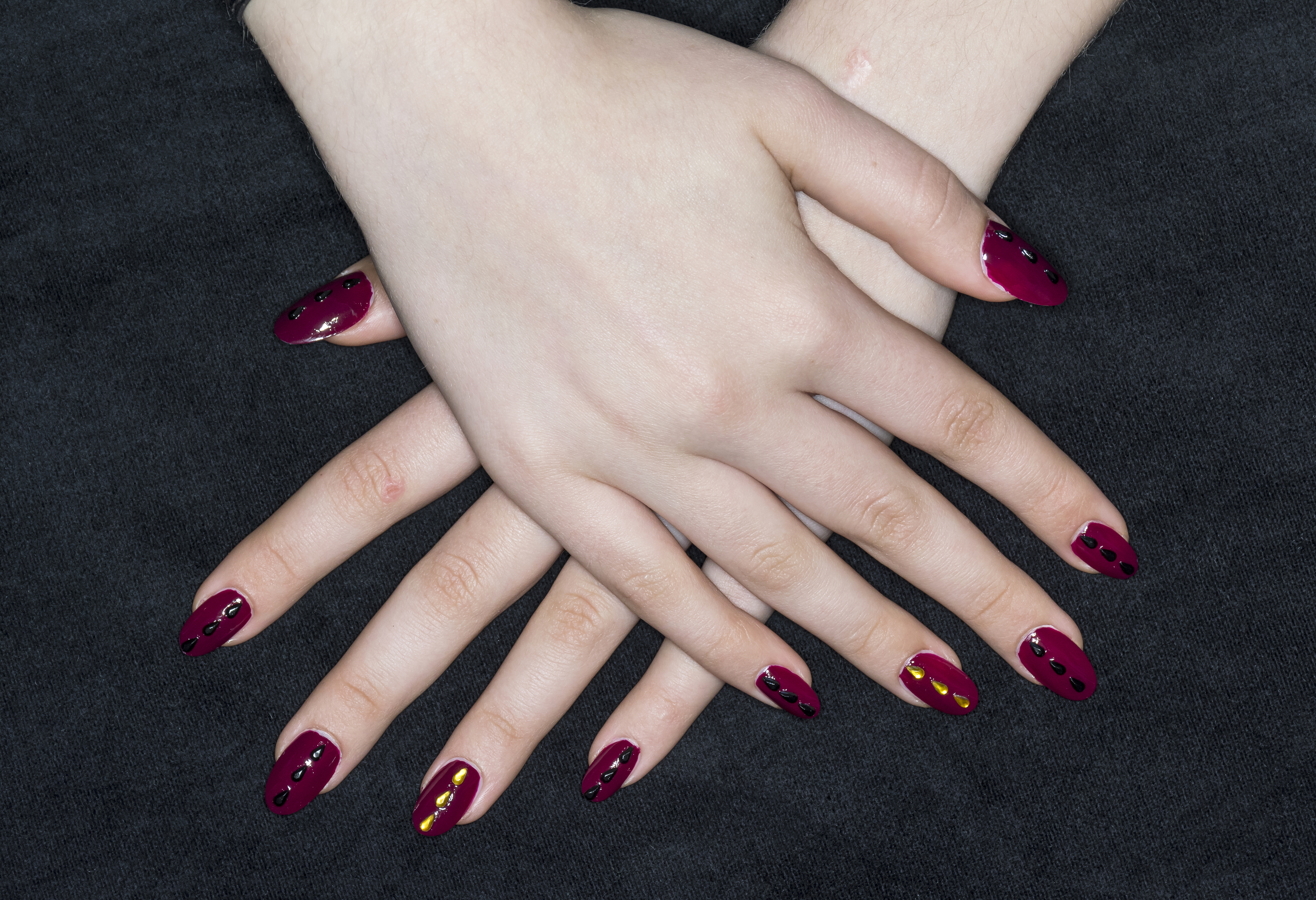
Tipsy

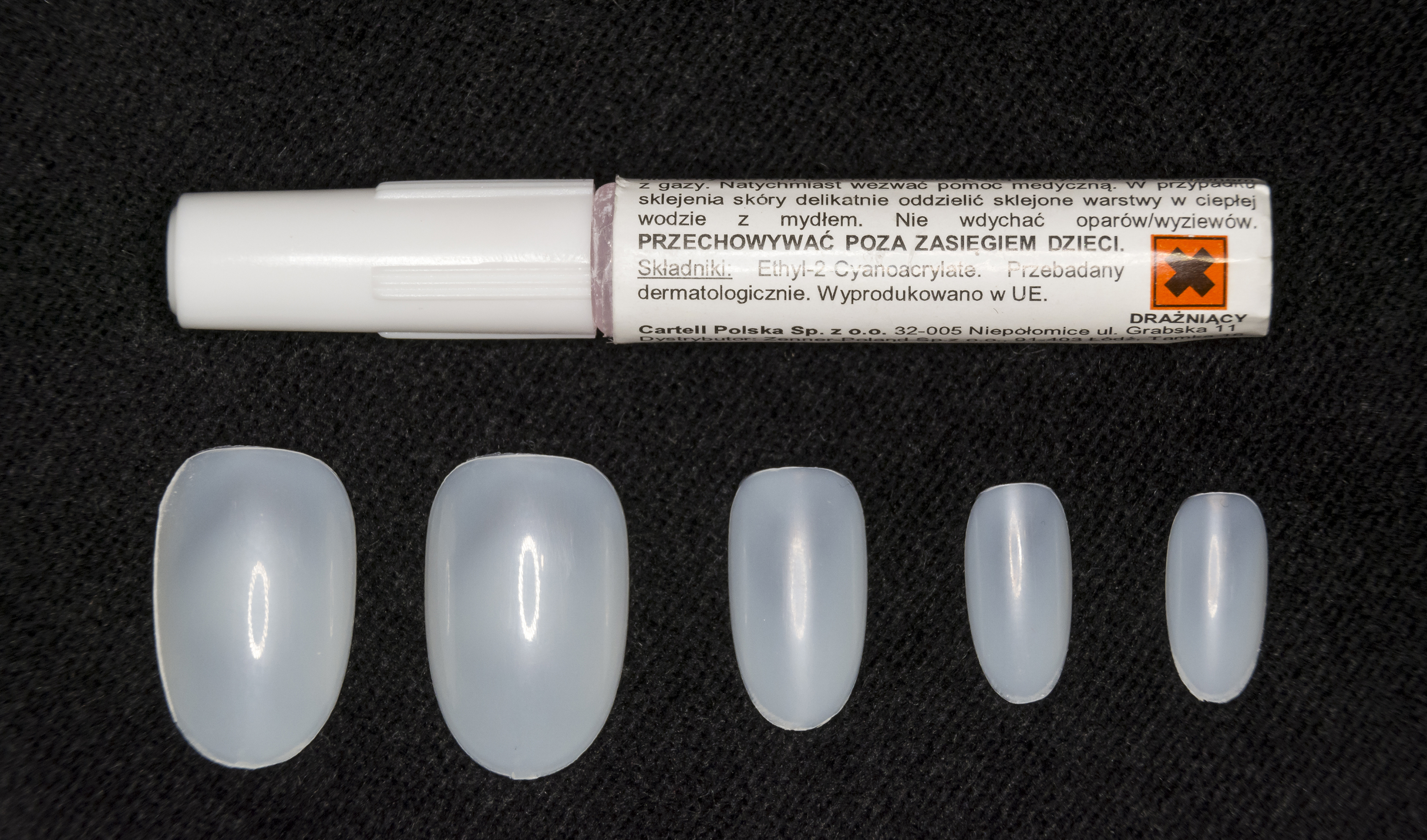
Tipsy i klej do nich

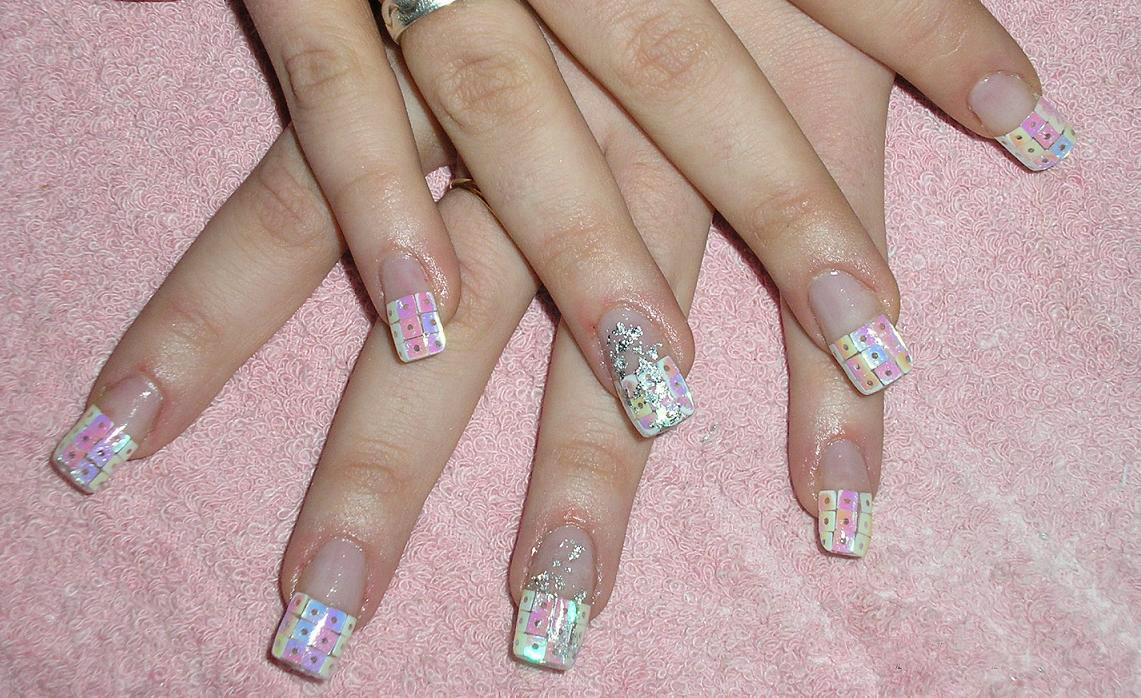
Tipsy hologramowe

Tipsy – nakładki z tworzywa sztucznego imitujące paznokcie.
Tipsy są bardzo często stosowaną techniką przedłużania paznokci i stanowią obiegowe określenie przedłużania i stylizacji paznokci.
Paznokcie zarówno żelowe jak i akrylowe należy regularnie uzupełniać co 3–4 tygodnie. Tipsy z tworzywa sztucznego niszczą się szybciej, ale ich odklejenie jest o wiele prostsze. Przy odklejaniu stosuje się aceton. Usuwanie żelowych lub akrylowych przedłużeń jest trudniejsze i wymaga interwencji kosmetycznej.
Paznokieć zbudowany jest ze 100 warstw spłaszczonych komórek – korneocytów, z których w procesie matowienia płytki usuwanych jest ok. 5 warstw. Zabieg przeprowadzony poprawnie nie powinien uszkodzić naturalnego paznokcia.

## Historia
Idea przedłużania paznokci sięga zamierzchłych czasów. Podczas panowania Dynastii Ming kobiety wyższej klasy nosiły długie paznokcie, co symbolizowało, że nie mogą wykonywać prac ręcznych, przypisywanych kobietom klasy niższej. W XIX wieku w Grecji, kobiety naklejały na paznokcie łupinki od pistacji. W ten sposób rozpoczynał się trend sztucznych paznokci w Europie.
W 1957, Dr. Fred Slack Jr. podczas pracy w laboratorium dentystycznym, złamał paznokieć. Wykorzystując folię aluminiową stworzył pewnego rodzaju platformę, pod uszkodzony paznokieć, natomiast akryle dentystyczne wykorzystał do uzupełnienia, doklejenia ubytku. W ten sposób powstała i została wkrótce opatentowana pierwsza forma do paznokci. Rodzina Slack rozpoczęła pracę nad testowaniem, modyfikacją produkowanych akryli dentystycznych, aby w końcu pokazać światu pierwsze nieżółknące, poprzecznie usieciowane akryle, wykorzystywane obecnie w całym przemyśle paznokciowym.
Koniec XX wieku, to era rozwoju przemysłu paznokciowego na świecie.

## Techniki
Przedłużyć paznokcie można metodą żelową lub akrylową, a także za pomocą przytwierdzania do paznokcia płytki z tworzywa sztucznego przy pomocy trwałego kleju (np. cyjanoakrylowego):
1. Na tipsie – polega na naklejeniu mniej więcej w 3/4 długości płytki sztucznego paznokcia (tipsa) i pokryciu go żelem lub akrylem.
2. Na szablonie – nie nakleja się tipsa, ale na specjalnej papierowej formie buduje paznokieć i zdejmuje szablon.

Stylistka paznokci oceniając budowę i stan paznokci decyduje co będzie optymalnym rozwiązaniem.
Tipsy, czyli płytki wykonane ze sztucznego tworzywa, są bardzo precyzyjnie przyklejone na stałe do wolnego brzegu paznokci. Dopasowuje się je kolorystycznie do naturalnych paznokci i można je pokrywać transparentnym, różowym materiałem – wolny brzeg paznokcia ma wtedy naturalny kolor, przykładowe rodzaje: szklane, french, naturalne. Przed modelowaniem ustala się długość i kształt tipsów, umożliwi to optymalne nałożenie materiału utwardzającego np.: akrylu, żelu, fiberglassu.
Tipsy korygują nieregularności w budowie i kształcie naturalnego paznokcia.

## Rodzaje
Przedłużone paznokcie mogą cechować się różnych wyglądem:
- tipsy szklane, krystaliczne, clear – to paznokcie całkiem przezroczyste często z zatopionymi ozdobami,
- tipsy z frenchem permanentnym – z zatopioną na stałe białą, frenchową końcówką,
- tipsy wodne – paznokcie przezroczyste zabarwione na wybrany kolor,
- tipsy zbudowane metodą Combo – akrylowa końcówka pokryta żelem,
- tipsy a la styl bursztynowy – ekstrawaganckie, oryginalne, bogato zdobione,
- tipsy natural – mleczno-różowe, imitujące naturalne paznokcie,
- tipsy zdobione permanentnie – z zatopionymi ozdobami (brokat, bulion, hologramy, kruszona muszla, koronki, siateczki, itp.).